# Accumulator 1
Accumulator 1 (Akumulátor 1) è un  film del 1994 diretto da Jan Svěrák.

## Trama
Olda Soukup è diventato succube della sua televisione, questo mentre la gente muore davanti agli schermi, come succhiati da tutta la loro energia vitale.

## Riconoscimenti
- Vincitore al Yubari International Fantastic Film Festival, settima edizione, 1996.
- Český lev ("Premio Leone ceco"), come miglior montaggio, 1995